# Onthophagus mpassa
Onthophagus mpassa es una especie de insecto del género Onthophagus, familia Scarabaeidae, orden Coleoptera.

## Historia
Fue descrita científicamente por Walter en 1982.